# Преследователь кошек
«Преследователь кошек» (англ. Cat Chaser) — фильм 1989 года режиссёра Абеля Феррара с Питером Уэллером и Келли Макгиллис в главных ролях. Экранизация одноименного произведения Элмора Леонарда.

## Сюжет
Бывший американский десантник Джордж Моран, участвовавший во вторжении США на территорию Доминиканской республики в 1965 году, теперь владелец маленького прибрежного отеля в Майами. В то же время он продолжает разыскивать доминиканку Люси Палма, спасшую ему жизнь тогда и давшую прозвище «Преследователь кошек». Прошло уже 23 года и Джордж завязывает отношения с Мари Дебоя, богатой женой одного из бывших доминиканских генералов-садистов.
Моран оказывается вовлечен в схему ветерана боевых действий Нолена Тайнера и бывшего полицейского Джиггса Скалли, желающих ограбить генерала. Ему приходится выворачиваться из многих ситуаций, чтобы заполучить свободу от мужа для Мари и 2 млн долларов генеральских денег.

## Съёмки
Фильм снимался в Старом Сан-Хуане, Майами и Корал-Гейблс, так как команда решила, что съемки в столице Санто-Доминго будут слишком опасными и дорогими.
Съёмки были не лучшими моментами жизни для Келли Макгиллис, не снимавшейся в других крупных фильмах после этого почти десять лет. В 2001 году она заявила: «Это был самый ненавистный опыт в моей жизни, и я заявила, что если актерская работа будет именно такой, я не стану этим заниматься. В последний день съемок я сказала Абелю: „Со мной уже закончили?“. Он ответил: „Да“. Я вернулась в свой трейлер и побрила голову: „Да пошли вы, я не желаю больше играть“».
В 2005 году, рассказывая историю создания фильма, записанную Сэмом Вейсбергом из Hidden Films, Питэр Уэллер и другие члены съемочной группы признали, что Уэллер и Макгиллис открыто ругались в ходе съёмок, хотя Уэллер утверждал, что не знает причины этому. Члены команды рассказали, что Макгиллис спешно ушла с площадки после съемки любовной сцены с Уэллером — впрочем, они расходились в причине её взрыва.

## Реакция критиков
Обзоры на фильм были смешанными. В журнале Variety итог был: «Несмотря на хороший подбор актеров и атмосферную режиссуру Абеля Феррара, фильм не дотягивает, но все же стоит того, чтобы его посмотреть». В Entertainment Weekly фильм назвали «барочно пошлым» и не имеющим никакого смысла. Roanoke Times описала фильм так: «Несмотря на серьезные недостатки, „Преследователь кошек“ — одна из лучших адаптаций романа Элмора Леонарда». Уэллер был раскритикован за «натянутую игру» Миком Мартином и Машей Портер в The Video Movie Guide 1995.